# Lisa Ferraday
Lisa Ferraday (nacida Lisa Demezey; Arad, 10 de marzo de 1921-Palm Beach, 22 de marzo de 2004) fue una modelo y actriz rumana-estadounidense. Como actriz apareció en teatro, radio y televisión, pero es más conocida por sus apariciones como actriz principal en varias películas de Columbia Pictures durante la década de 1950, como China Corsair.

## Primeros años
Hija única, Ferraday nació Lisa Demezey, hija de un diplomático de Transilvania, el barón Demezey. En su infancia, se inclinó por ordeñar vacas, cuidar pollos y manejar otras responsabilidades que se esperaban en la granja de productos agrícolas de 7000 acres de la familia. Ella y su madre se mudaron a París después de la muerte de su padre, y Ferraday comenzó a estudiar actuación a pesar de las objeciones de su familia. Durante la Segunda Guerra Mundial dejó de actuar y se convirtió en intérprete de la Cruz Roja Internacional. Las sospechas rusas de que era una espía llevaron a su encarcelamiento y tortura. Finalmente escapó al norte de Italia.

## Carrera
Las películas de Ferraday incluyeron Show Boat, Las nieves del Kilimanjaro y The Merry Widow. Además de actuar, trabajó como asesora de producción en Hollywood, como modelo y como «disc-jockey de último momento para una estación de televisión de Hollywood».

## Vida personal
Ferraday se casó con el coronel de la Fuerza Aérea E. L. Kincaid y llegó a los Estados Unidos en 1948. Se divorciaron en 1951. El 17 de octubre de 1958 se casó con el industrial John W. Anderson II en Detroit. Tuvo una hija, Carol.
En 1954, Ferraday ganó un caso legal en Nueva York sobre las ganancias de una póliza de seguro de vida de 50 000 dólares destinada a su hija de 7 años. El financiero A. Blumenthal había contratado la póliza, pero su viuda, Emily Blumenthal, presentó una demanda y su abogado calificó a Ferraday de «rompehogares». El jurado de la Corte Suprema del estado otorgó el dinero a Ferraday como tutor de su hija.

## Filmografía
| Año  | Título                     | Role               | Notas                      |
| ---- | -------------------------- | ------------------ | -------------------------- |
| 1949 | Sky Liner                  | Mariette Le Faré   |                            |
| 1950 | Under My Skin              |                    | Papel menor, sin acreditar |
| 1951 | Flame of Istambul          | Lynette Garay      |                            |
| 1951 | I Was an American Spy      | Dorothy Fuentes    |                            |
| 1951 | China Corsair              | Tamara Liu Ming    |                            |
| 1951 | Magnolia                   | Renee              | Sin acreditar              |
| 1951 | Too Young to Kiss          | Nina Marescu       | Sin acreditar              |
| 1952 | The Belle of New York      | Frenchie           | Sin acreditar              |
| 1952 | Encubridora                | Maxine             |                            |
| 1952 | California Conquest        | Helena de Gagarine |                            |
| 1952 | Last Train from Bombay     | Charlane           |                            |
| 1952 | The Merry Widow            | Marcella           |                            |
| 1952 | Las nieves del Kilimanjaro | Vendedora          | Sin acreditar              |
| 1955 | The Kentuckian             | Jugadora           | Sin acreditar              |
| 1956 | Death of a Scoundrel       | Zina Monte         |                            |